# 舌切り雀

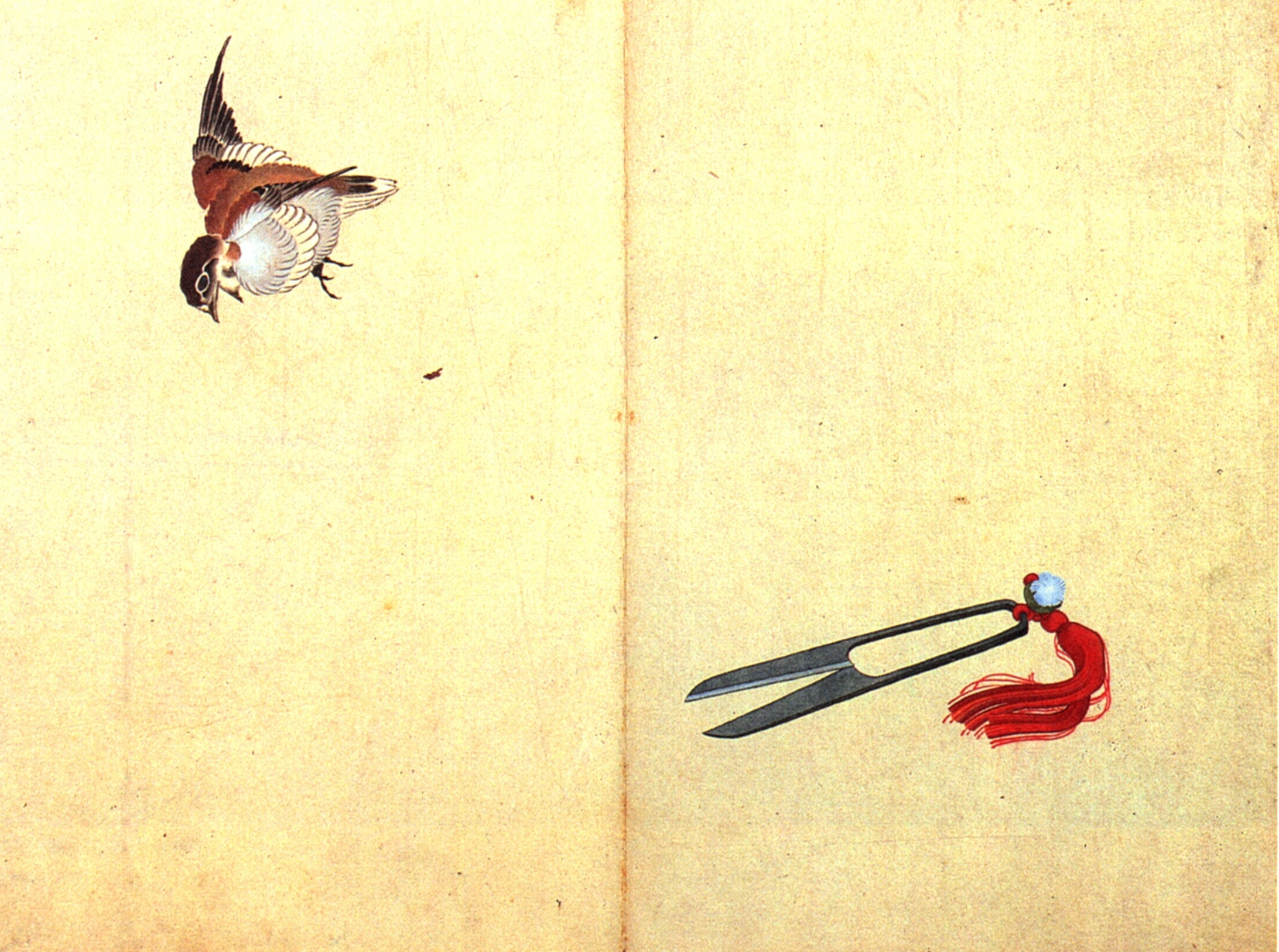
葛飾北斎画：『舌切すずめ』

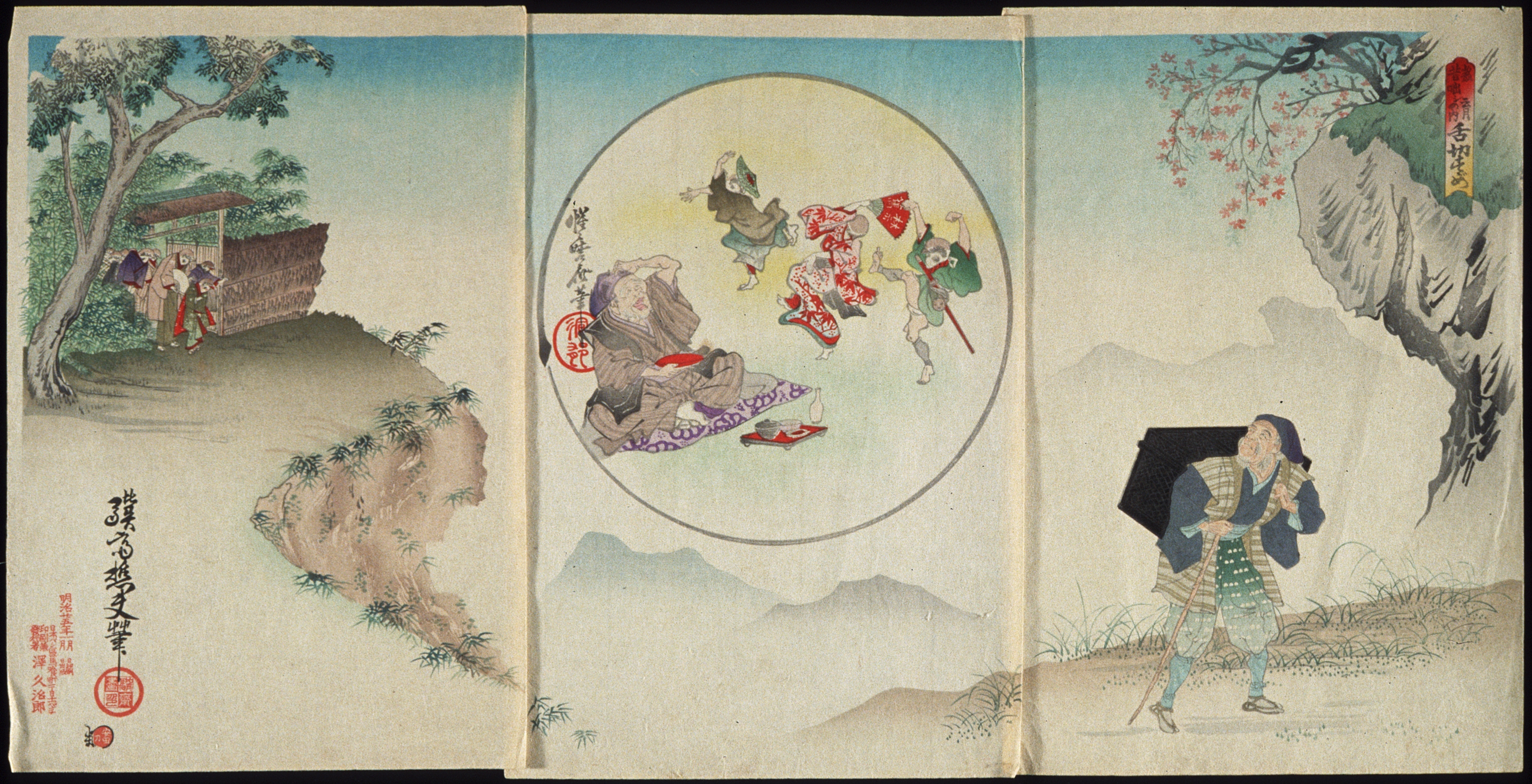
河鍋暁斎画：『舌切すずめ』

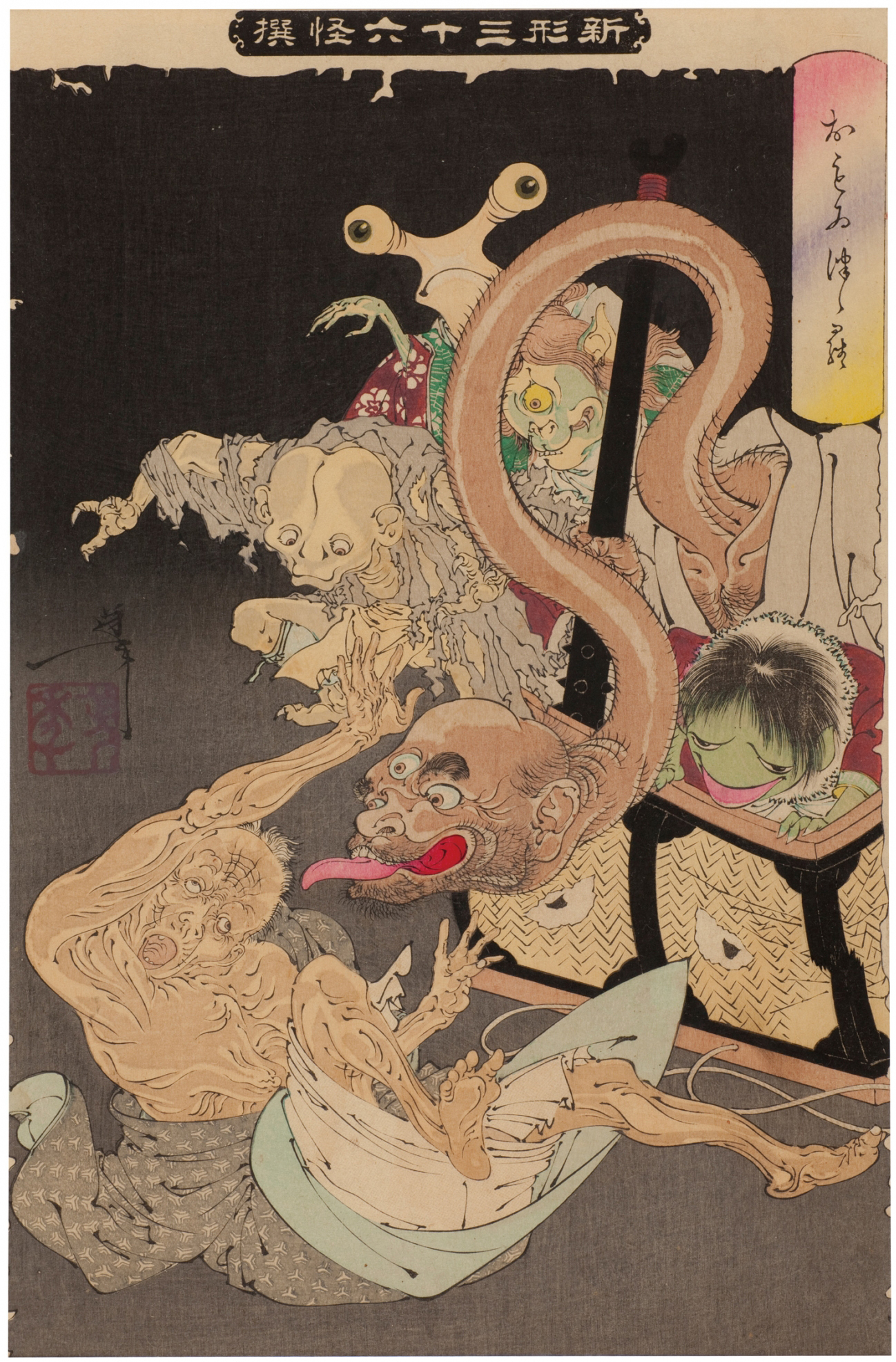
『おもゐつゝら』（月岡芳年『新形三十六怪撰』）

舌切り雀（したきりすずめ）とは、日本のおとぎ話の一つである。

## あらすじ
むかしむかしあるところに、心優しいお爺さんと欲張りなお婆さんの老夫婦がいた。ある日、お爺さんは怪我をしていた雀を家に連れ帰って手当てをした。山に帰そうとしたが雀はお爺さんにたいそう懐き、お爺さんも雀に情が移り、名をつけて可愛がることにした。しかし、雀を愛でるお爺さんの様子をお婆さんは面白くなく思っていた。
お爺さんが出掛けたある日、お婆さんが井戸端で障子の張り替えに使うために作った糊（続飯）を雀は食べてしまった。怒ったお婆さんは「悪さをしたのはこの舌か」と雀の舌をハサミで切ってしまい、痛がる雀にお構い無しに「どこにでも行ってしまえ」と外に放ってしまう。
そのことを聞いたお爺さんは、雀を心配して山に探しに行く。藪の奥に雀たちのお宿があり、中からあの雀が出てきてお爺さんを招き入れてくれた。雀は、お婆さんの糊を勝手に食べてしまったことを詫び、怪我をした自分を心配して探しに来てくれたお爺さんの優しさに感謝を伝えた。そして仲間の雀たちとたいへんなご馳走を用意してくれ、歌や踊りで時が経つのを忘れるほどもてなしてくれた。帰りにはお土産として大小2つのつづらが用意されていた。お爺さんは「自分は年寄りなので小さい方のつづらで十分」と伝え、小さなつづらを背負わせてもらい、「家に着くまでは開けてはならない」と約束され、雀のお宿をあとにする。
無事に家に帰り着いたお爺さんは、早速つづらを開けてみると、中には金や銀、サンゴ、宝珠の玉や小判が詰まっていた。欲張りなお婆さんは「大きなつづらにはもっとたくさん宝物が入っているに違いない」と、雀のお宿に押しかけて大きい方を強引に受け取る。雀たちから「家に着くまでは開けてはならない」と言われたが、帰り道で待ち切れずに約束を破ってつづらを開けてみると、中から魑魅魍魎や虫や蛇が溢れるように現れ、お婆さんは腰を抜かし気絶してしまう。その話を聞いたお爺さんは、お婆さんに「無慈悲な行いをしたり、欲張るものではない」と諭した。

## 原典・類話
さるかに合戦やかちかち山など、多くの民話の類がそうであるように、この話も本来言い伝えられて来たものは残酷でグロテスクな内容を含んでいる。老人は雀の宿を探すために何人もの人に道を聞くが、彼らは引き替えに馬の血や牛の小便を老人に飲ませるなどといった場面がある。明治時代以後、子供にふさわしい物語とするためこうした過激な部分は削除され、おとぎ話としての形が整えられた。このように、おとぎ話は時代背景や世相に伴い、内容が改変されていくことが多い。江戸時代の赤本や明治時代の巖谷小波によって広く知られている昔話だが、その影響でないものも各地に存在する。宇治拾遺物語の「腰折雀」は報恩譚としてとらえられるが、舌切り雀は試練を得て異境を訪問するので似ているが話の源が違うと考えられる。またその他の話として「孝行雀」、「雀の粗忽」、「雀の仇討」、「雀酒屋」などがあり、米・穀物の招来・管理に雀が関わっている場合が多い。

## パロディ
太宰治が1945年に執筆した『お伽草紙』の中に『舌切り雀』が収録されている。『お伽草紙』は中期太宰文学特有のユーモアにとんだ語り口で御伽噺四篇を太宰流に解釈しなおした作品である。

## 比喩
「心に思うことをうまく表現できない人」や「家を追い出される人」を「舌切り雀」と表現することがある。これは舌を切られた雀の様子に例えたものである。
また「出ていったきりで帰ってこない人」を「行ったきり雀」と表現することがある。さらに「着た切り」に「舌切り雀」をかけた「着た切り雀」という語彙もある。